# Molgula kiaeri
Molgula kiaeri is een zakpijpensoort uit de familie van de Molgulidae. De wetenschappelijke naam van de soort is voor het eerst geldig gepubliceerd in 1901 door Hartmeyer.